# Tang-e Bahram Chubin

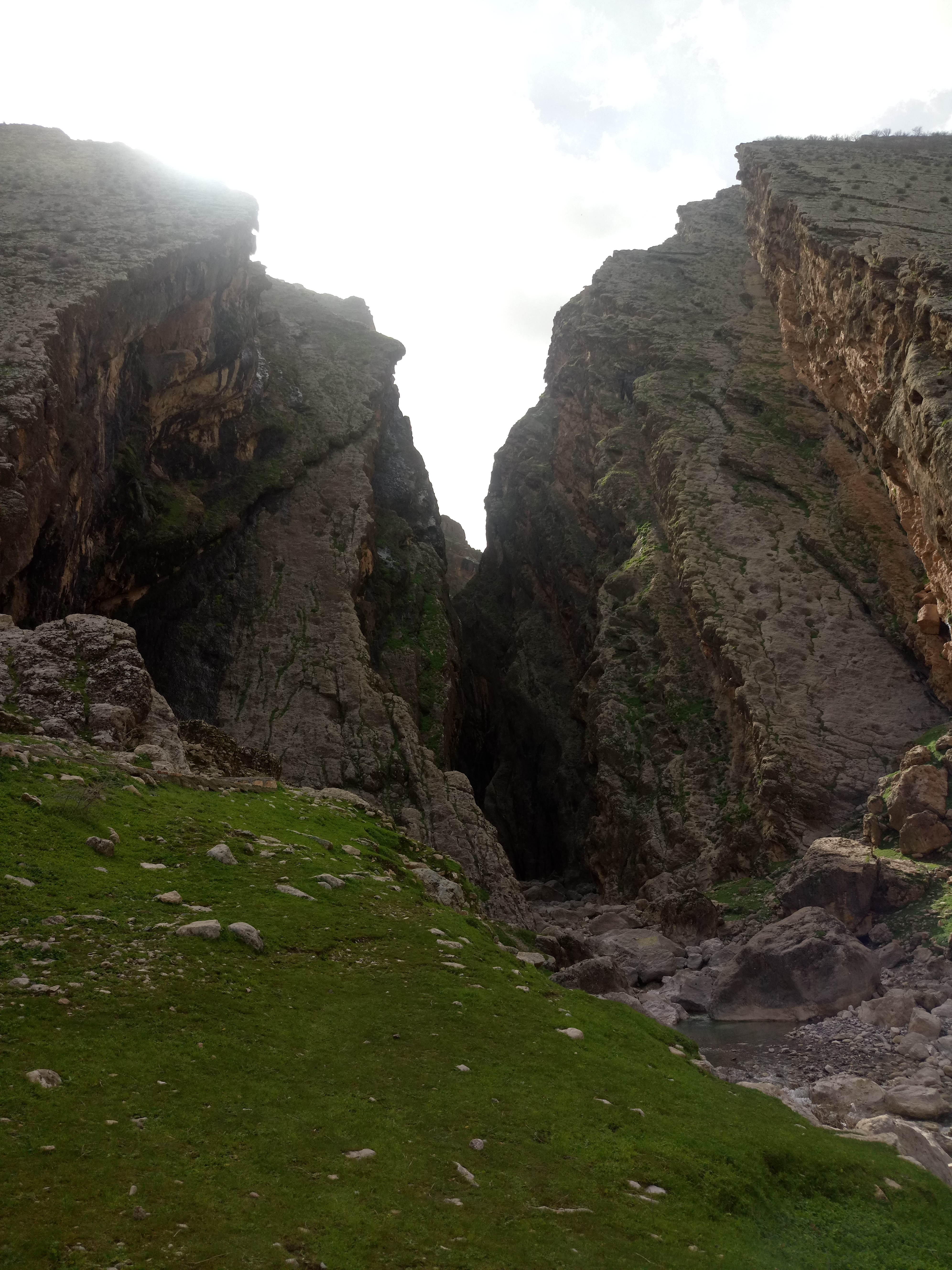
Tang-e Bahram Chubin.

Tang-e Bahram Chubin (persiska: تنگ بهرام چوبین) är en ravin i provinsen Ilam i västra Iran. Man har hittat många historiska fynd vid ingången och platsen ovanför detta stup som kallas Bahrams jaktplats. Bland annat finns det en stentrappa där och fyra cisterner som skurits ut i berget.